# الجوف (ليبيا)
الجوف هي بلدة تقع في جنوب شرق ليبيا، وهي المركز الإداري (عاصمة) لبلدية الكفرة. في العام 1984 بلغ عدد سكان المدينة 17,320 نسمة. تقع المدينة على مدار السرطان تقريبا. وهي قليلة الأمطار.

## المناخ
يظهر الجدول التالي التغييرات المناخية على مدار السنة للجوف:
| البيانات المناخية لـالجوف         | البيانات المناخية لـالجوف | البيانات المناخية لـالجوف | البيانات المناخية لـالجوف | البيانات المناخية لـالجوف | البيانات المناخية لـالجوف | البيانات المناخية لـالجوف | البيانات المناخية لـالجوف | البيانات المناخية لـالجوف | البيانات المناخية لـالجوف | البيانات المناخية لـالجوف | البيانات المناخية لـالجوف | البيانات المناخية لـالجوف | البيانات المناخية لـالجوف |
| الشهر                             | يناير                     | فبراير                    | مارس                      | أبريل                     | مايو                      | يونيو                     | يوليو                     | أغسطس                     | سبتمبر                    | أكتوبر                    | نوفمبر                    | ديسمبر                    | المعدل السنوي             |
| --------------------------------- | ------------------------- | ------------------------- | ------------------------- | ------------------------- | ------------------------- | ------------------------- | ------------------------- | ------------------------- | ------------------------- | ------------------------- | ------------------------- | ------------------------- | ------------------------- |
| متوسط درجة الحرارة الكبرى °م (°ف) | 21 (69)                   | 23 (74)                   | 28 (82)                   | 33 (91)                   | 36 (97)                   | 39 (102)                  | 38 (100)                  | 38 (101)                  | 36 (96)                   | 32 (90)                   | 27 (81)                   | 23 (73)                   | 31 (88)                   |
| متوسط درجة الحرارة الصغرى °م (°ف) | 5 (41)                    | 7 (44)                    | 10 (50)                   | 15 (59)                   | 19 (67)                   | 22 (72)                   | 23 (73)                   | 23 (74)                   | 21 (69)                   | 17 (62)                   | 12 (53)                   | 7 (45)                    | 15 (59)                   |
| الهطول مم (إنش)                   | 2.5 (0.1)                 | 0 (0)                     | 0 (0)                     | 0 (0)                     | 0 (0)                     | 0 (0)                     | 0 (0)                     | 0 (0)                     | 0 (0)                     | 0 (0)                     | 0 (0)                     | 0 (0)                     | 2.5 (0.1)                 |
| المصدر: Weatherbase               |                           |                           |                           |                           |                           |                           |                           |                           |                           |                           |                           |                           |                           |

## وصلات خارجية
- مناخ الجوف